# Кновизская культура

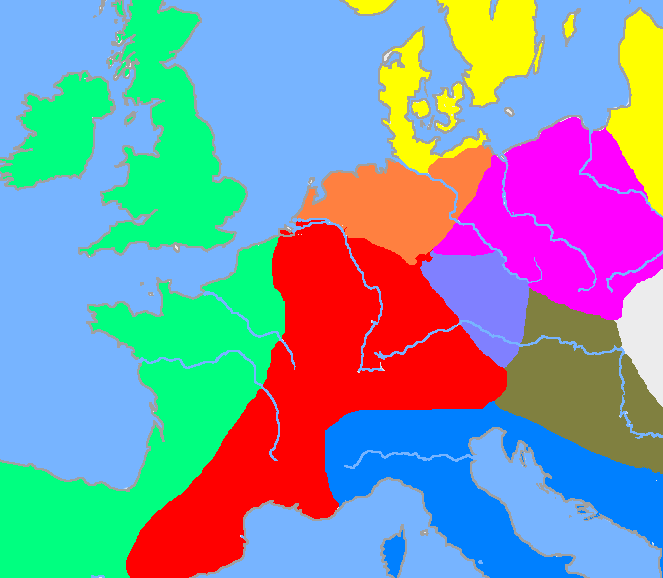
Схематическое представление культур позднего бронзового века Европы, около 1200 г. до н. э.: культура Террамар (синий), центральная культура полей погребальных урн (красный), северная КППУ (оранжевый), лужицкая культура (фуксия), кновизская культура (фиолетовый), дунайские культуры (коричневый), атлантическая бронза (зелёный), нордическая бронза (жёлтый).

Кновизская культура — археологическая культура бронзового века. Существовала на территории центральной Чехии. Названа по археологическому памятнику Кновиз у г. Слани. Датируется 1300—1050 годами до н. э. На последнем этапе (1000—800 годов до н. э.) кновизская культура переходит в штитарскую культуру.
Кновизская культура характеризуется развитым кузнечным мастерством. Обнаружены признаки каннибализма. К кновизской культуре относится множество бронзовых предметов, найденных на территории Праги и в её окрестностях, а в реке Влтаве был обнаружен меч с рукоятью, украшенной волютами.
Кновизская культура происходит от смешения остатков унетицкого населения со среднедунайскими культурами курганных погребений. Не исключено, что в состав кновизской культуры входили протокельтские элементы.
Жители кновизской культуры селились на холмах и других стратегически удобных местах, где сооружались посёлки, окружённые палисадами. Посёлки делились на жилые зоны (дома-башни) и хозяйственные зоны (ямы, зернохранилища). В находках керамики преобладают яйцевидные сосуды, горшки с орнаментом в виде желобков и гравировки, а также специализированные керамические изделия (столовая керамика). Характерными для данной культуры являются сосуды из кованого бронзового листа. Обнаружены признаки металлургической деятельности (формы для литья, обломки металла).
На севере кновизская культура соседствовала с лужицкой культурой, которая, по-видимому, этнически соответствовала венедам.